# Плавання на Чемпіонаті Європи з водних видів спорту 2022 — змішана естафета 4x100 метрів вільним стилем
Змагання з плавання в змішаній естафеті 4x100 метрів вільним стилем на Чемпіонаті Європи з водних видів спорту 2022 відбулися 15 серпня (попередні запливи і фінал).

## Рекорди
На момент проведення змагань рекорди були такими:
|                           | Країна          | Час     | Місто    | Дата           |
| ------------------------- | --------------- | ------- | -------- | -------------- |
| Світовий рекорд           | Австралія       | 3:19.38 | Будапешт | 24 червня 2022 |
| Рекорд Європи             | Нідерланди      | 3:21.81 | Будапешт | 29 липня 2017  |
| Рекорд чемпіонатів Європи | Франція         | 3:22.07 | Глазго   | 8 серпня 2018  |
| Рекорд чемпіонатів Європи | Велика Британія | 3:22.07 | Будапешт | 22 травня 2021 |

## Результати

### Попередні запливи[3]
| Місце | Заплив | Доріжка | Країна          | Спортсмени                                                                                         | Час     | Примітки |
| ----- | ------ | ------- | --------------- | -------------------------------------------------------------------------------------------------- | ------- | -------- |
| 1     | 1      | 7       | Франція         | Адрієн Сальван (48.89) Шарль Ріу (48.19) Люсіль Тессаріоль (55.15) Беріль Гастальделло (53.96)     | 3:26.19 | Q        |
| 2     | 1      | 3       | Велика Британія | Едвард Мілдред (49.43) Джекоб Віттл (47.95) Люсі Гоуп (54.87) Фрея Андерсон (54.54)                | 3:26.79 | Q        |
| 3     | 1      | 2       | Італія          | Алессандро Борі (48.85) Мануель Фріго (48.20) Софія Моріні (54.66) Констанца Коккончеллі (55.32)   | 3:27.03 | Q        |
| 4     | 2      | 5       | Угорщина        | Себастьян Сабо (48.66) Себастьян Сабо (49.25) Лілла Мінна Абрахам (55.54) Фанні Дьюрінович (54.89) | 3:28.34 | Q        |
| 5     | 2      | 7       | Нідерланди      | Стан Пейненбург (48.88) Сін Ніеволд (49.48) Сам ван Нунен (55.14) Імані де Йонґ (54.88)            | 3:28.38 | Q        |
| 6     | 2      | 4       | Швеція          | Бйорн Селіґер (48.07) Робін Гансон (49.56) Софія Остедт (56.48) Сара Шестрем (54.28)               | 3:28.39 | Q        |
| 7     | 2      | 3       | Іспанія         | Карлесс Колл (49.02) Сержіо де Селіс (48.12) Айнхо Кампабадал (56.81) Лідон Муньйос (54.92)        | 3:28.87 | Q        |
| 8     | 2      | 2       | Польща          | Матеуш Хованєц (49.46) Конрад Черняк (49.62) Анна Довгерт (55.34) Олександра Поланська (54.74)     | 3:29.16 | Q        |
| 9     | 1      | 6       | Вірменія        | Артур Барсегян (50.32) Владімір Маміконян (54.15) Ані Погосян (58.23) Варсенік Манучарян (59.83)   | 3:42.53 |          |
| 10    | 1      | 4       | Албанія         | Жуліан Лавданіті (52.95) Франк Алексі (56.30) Ніколь Мерізай (58.79) Сара Данде (1:05.93)          | 3:53.97 |          |
| 11    | 1      | 5       | Люксембург      | | DNS     | DNS      |
| 11    | 2      | 6       | Ізраїль         | | DNS     | DNS      |

### Фінал[4]
| Місце | Доріжка | Країна          | Спортсмени                                                                                            | Час     | Примітки |
| ----- | ------- | --------------- | --- | ------- | -------- |
| 1     | 4       | Франція         | Максім Груссе (48.02) Шарль Ріу (48.39) Шарлотт Бонне (53.34) Марі Ваттель (53.05)                    | 3:22.80 |          |
| 2     | 5       | Велика Британія | Томас Дін (48.46) Метью Річардс (48.19) Анна Гопкін (53.62) Фрея Андерсон (53.03)                     | 3:23.30 |          |
| 3     | 7       | Швеція          | Бйорн Селіґер (48.09) Робін Гансон (48.91) Сара Шестрем (52.68) Луїс Ганссон (53.72)                  | 3:23.40 |          |
| 4     | 3       | Італія          | Лоренцо Дзадзері (48.38) Алессандро Мірессі (47.38) Сільвія ді П'єтро (53.92) К'яра Тарантіно (53.94) | 3:23.62 |          |
| 5     | 8       | Польща          | Кароль Островський (48.61) Каміл Серадзький (48.64) Анна Довгерт (54.78) Олександра Поланська (53.70) | 3:25.73 |          |
| 6     | 2       | Нідерланди      | Стан Пейненбург (49.19) Нілс Корстаньє (49.12) Тесса Ґіеле (54.87) Марріт Стінберген (52.90)          | 3:26.08 |          |
| 7     | 6       | Угорщина        | Нандор Немет (48.28) Себастьян Сабо (48.40) Ніколетт Падар (54.98) Дора Мольнар (54.88)               | 3:26.54 |          |
| 8     | 1       | Іспанія         | Луїс Домінгес (49.25) Сержіо де Селіс (48.27) Лідон Муньйос (55.28) Кармен Вейлер (54.72)             | 3:27.52 |          |